# George David Eduard Johan Hotz
George David Eduard Johan Hotz (Bodegraven, 12 augustus 1886 – Den Haag, 6 juli 1964) was een Nederlandse verzetsstrijder tijdens de Tweede Wereldoorlog en Nederlands militair van het Koninklijk Nederlandsch-Indisch Leger.
Hij werd gecremeerd op Westerveld.

## Loopbaan
Hotz was kapitein der infanterie in het KNIL geweest en keerde voor de oorlog terug naar Nederland.  In de oorlog was hij actief in het verzet en werd commandant van Regio 4 van het georganiseerd verzet in Twente. Hij was betrokken bij gewapende overvallen, spionage, sabotage en de wapendistributie en assisteerde de geallieerden bij de bevrijding. Na de oorlog werd hij kolonel in het Nederlandse leger. Na de oorlog ontving hij op 26 maart 1953 van de Amerikaanse regering de Medal of Freedom with Bronze Palm te Den Haag. Ook werd hij door de Engelse regering benoemd op 15 oktober 1947 tot Honorary Officer in the Military Division of the Most Excellent Order of the British Empire. In Nederland was hij al in 1937 benoemd tot ridder in de Orde van Oranje Nassau met de zwaarden.

## Vrijmetselaar
Hotz was een vrijmetselaar en lid van de Loge Tidar te Magelang, de bouwhut Sint Jan te Bandoeng in 1937 en de bouwhut Prins Frederik in Den Haag.